# مانويل ريتشي
مانويل ريتشي (بالإيطالية: Manuel Ricci)‏ (25 أبريل 1990 بأنسيو في إيطاليا - ) هو لاعب كرة قدم إيطالي في مركز الوسط. شارك مع منتخب إيطاليا تحت 20 سنة لكرة القدم. أما مع النوادي، فقد لعب مع نادي أفيلينو ونادي ريجيانا 1919 ونادي ساليرنيتانا ونادي لاتسيو ونادي مونزا ويو أس بركوليتزه 1932.

## وصلات خارجية
- مانويل ريتشي على موقع قاعدة بيانات كرة القدم.إي يو (الإنجليزية)